# 夏木マリ
夏木 マリ（なつき マリ、1952年〈昭和27年〉5月2日 - ）は、日本の女優、声優、歌手。旧芸名および旧姓は中島淳子。夫はパーカッショニストの斎藤ノヴ。

## 来歴
東京都豊島区池袋のびっくりガードに近いぬかりや病院で生まれる。小学校3年から埼玉県大宮市で育ち、県内の小学校、大宮市立三橋中学校、豊島岡女子学園高校をそれぞれ卒業する。高校在学時から坂本博士主宰のサカモト・ミュージック・スクールへ通い、女声合唱団「サカモトプリティーズ」で活動する。ザ・テンプターズやザ・タックスマンを追っかけたことがある。
19歳の1971年に、結婚前の本名の中島淳子名義で「小さな恋」を歌唱して歌手として活動を始める。ジャニス・ジョプリンのような曲を希望するも叶わずに、清純派アイドルとしてデビューした。人気は高まらずに各地のキャバレーを日々巡る。
21歳の1973年に、夏木マリ名義で「絹の靴下」を歌唱して再デビューする。6月のデビューに掛けた「夏に決めよう」（夏決まり）から着想した「夏木マリ」は嫌だったが、妖艶な振り付けやフィンガー・アクションが盛り込まれて大ヒットした。テレビの歌番組に続けて出演するなど多忙な日々を過ごすが、低色素性貧血を発症して3か月間入院する。退院後は仕事が激減して再びキャバレーを巡る。1974年当時のボディーサイズはB90cm、W60cm、H90cmである。
ヌードダンサーらが踊るレビューショー小屋で仕事中、演劇を生業とする観客から舞台出演に誘われ、舞台の仕事を始める。1990年に単身ニューヨークへ赴き、自分も何かを発信したい想いを抱く。1993年に企画、構成、演出、出演の全てを手がける舞台表現『印象派』を発表して以降、2006年のvol.8まで9作品で80ステージ以上公演し、国内のほかドイツ、フランス、イギリス、ポーランドで高評価を得た。
1995年に小西康陽からアプローチを受け、ミニアルバム『九月のマリ－』を発表する。
2006年にブルースバンド『GIBIER du MARIE』を結成し、アルバムのプロモーションビデオの監督を務める。
2007年にパーカッショニストの斎藤ノヴと交際中であると発表して「フランス婚」と表現し、籍にこだわらないと語る。
2008年に自ら主宰するパフォーマンス集団「Mari Natsuki Terroir (MNT)（マリ・ナツキ・テロワール）」を立ち上げ、東京都現代美術館の『イン・トランジット』公演を経て、従来は1人ですべてを手掛けてきた『印象派』から集団の創作へ進化させた『印象派NÉO』を2009年に発表する。Vol.1『わたしたちの赤ずきん』を上演する。
2010年に支援活動『One of Love』プロジェクトを開始して、バラと音楽の収益を途上国の働く女性と子供たちに支援している。毎年6月21日の「世界音楽の日」に開催されるギグは、さまざまなアーティストらが参加している。
2011年5月に斎藤と入籍していたことを、26日に発表する。
2015年にキャリア44年目の62歳で、自身初めて全国ライブハウスツアー「夏木マリ MAGICAL MEETING TOUR Live & Talk 2015」を敢行する。
2016年、華原朋美、土屋アンナ、シシド・カフカ、LiLiCoと女性コーラスユニット「and ROSEs」（アンド・ローゼス）を結成する。
2018年、レザーブランド「バリー」のキュレーターに就任。「夏木」という漢字と好物のリンゴをイメージしたオリジナルロゴが作られたことや、自身がプロデュースするイベントを夏と冬に2回分けて行うことが発表された。
2023年12月、両足に人工関節を入れる手術を行った。

## 人物
うどん店「つるとんたん」をプロデュースしているとたびたび誤解されるが、東京の店舗の経営者と親交があり開店時にBGMなどを手伝っただけで「私のお店じゃない」ときっぱり否定している。
夫婦共に阪神タイガースのファン。
旅行好きで、2016年にH.I.S.ヨーロッパ親善大使を務める。
フィギュアスケートのアイスダンス選手である小松原美里・小松原尊のペアが、北京オリンピックの団体で演じたフリーダンスの曲「SAYURI」で、日本語ナレーションを担当した。

## 出演

### テレビドラマ
- Gメン'75（TBS・東映） - 津川螢子警部補 
  - 第205話「新Gメン対ニセ白バイ警官」 - 第251話「Gメン対エーゲ海の骸骨」（1979年5月5日 - 1980年3月22日）
  - 第280話「パリから来た車椅子の女刑事」（1980年10月11日）
  - 第289話「裸の女囚たち」（1980年12月13日）
- ザ・ハングマン 第48話「死人の恋愛の言葉はさよなら」（1981年10月16日、朝日放送） - クラブオーナー兼歌手・清子
- 火曜サスペンス劇場（日本テレビ）
  - 死の断崖（1982年1月26日） - 大橋慶子
  - 妻愛人同伴殺人ツアー（1987年7月21日） - 朋子
- 新・松平右近 第18話「大金貸す奴御用心!!」（1983年、日本テレビ）- おたき
- 毎度おさわがせします 第1シリーズ（1985年1月8日 - 3月26日、TBS） - 森真紀
- 家族ジャングル（1985年7月12日 - 9月27日、日本テレビ） - 和代
- 妻の知らない夫の顔（1986年12月17日、TBS）
- 銀河テレビ小説（NHK総合）
  - お父さん入門（1988年） - 浜田桜子
- 子連れ狼（1989年10月5日、テレビ朝日） - おとし ※高橋英樹版
- 右門捕物帖 血染めの矢 江戸－長崎 黄金強奪連続殺人に必殺の十手が挑む!（1989年12月28日、テレビ朝日） - お弓
- 幻の殺意（1990年1月26日、フジテレビ）
- 月曜ドラマスペシャル 八つ墓村（1991年7月1日、TBS） - 森美也子
- 金曜時代劇 / 腕におぼえあり（1992年4月 - 6月、NHK総合） - おちせ
- Gメン'93春第一級殺人の女（1993年4月13日、TBS）− 江藤香子警部補
- 悪魔のKISS（1993年7月7日 - 9月22日、フジテレビ） - 朝倉由梨江（友情出演）
- デザートはあなた（1993年10月10日 - 1994年3月20日、毎日放送） - 三枝和子
- 遠山金志郎美容室（1994年7月9日 - 9月24日、日本テレビ） - 栗原春子
- 八神くんの家庭の事情（1994年10月11日 - 1995年2月7日、朝日放送） - 八神野美
- 大河ドラマ（NHK総合）
  - 八代将軍吉宗（1995年） - 瑞春院
  - 元禄繚乱（1999年） - 梅嶺院
  - 義経（2005年） - 丹後局
- ドラマ新銀河 ワイン殺人事件25歳の夏（1995年10月23日 - 11月16日、NHK総合）
- ザ・シェフ 第7話（1995年12月2日、日本テレビ）−神崎浩子
- 金曜エンタテイメント / 女優 夏木みどりシリーズ7（1995年11月3日、フジテレビ）
- 連続テレビ小説（NHK総合）
  - ひまわり（1996年4月1日 - 10月5日） - 南田あづさ
  - カーネーション（2011年10月3日 - 2012年3月31日） - 小原糸子（晩年期） ※ナレーション兼任[34]
  - おかえりモネ（2021年5月17日 - 10月29日） - 新田サヤカ[35][36]
- 新幹線'97恋物語（1997年4月3日 - 6月26日、TBS） - 三條雅子
- 救急ハート治療室（1999年7月6日 - 9月21日、関西テレビ） - 菅野あき
- ザ・美容室（2000年1月4日 - 3月31日、東海テレビ） - タツコ・オブライエン（小池多津子）
- 伝説の教師（2000年4月15日 - 6月24日、日本テレビ） - 池内怜子
- 新宿暴走救急隊 第2話（2000年10月21日、日本テレビ） - 香川佐和子
- 非婚家族（2001年7月5日 - 9月20日、フジテレビ）
- ぼくが地球を救う 第9話 - 第11話(最終回)（2002年7月 - 9月、TBS） - 辰巳貴子社長
- ナースのお仕事4 第8話（2002年8月20日、フジテレビ） - 小谷千秋
- きみはペット（2003年4月16日 - 6月18日、TBS） - 合田好恵
- 伝説のマダム 第9・10話（2003年6月9日、6月16日、読売テレビ） - 上原ヒカル
- 奥さまは魔女（2004年1月16日 - 3月26日、TBS） - ダリア
- 結婚のカタチ （2004年10月4日 - 11月11日、NHK総合） - 高見沢都子
- 野ブタ。をプロデュース（2005年10月15日 - 12月17日、日本テレビ） - 佐田杏子教頭
- 医龍-Team Medical Dragon-（2006年4月13日 - 6月29日、フジテレビ） - 鬼頭笙子
  - 医龍-Team Medical Dragon-2（2007年10月11日 - 12月20日、フジテレビ）
  - 医龍-Team Medical Dragon-3（2010年10月14日 - 12月16日、フジテレビ）
  - 医龍-Team Medical Dragon-4（2014年1月9日 - 3月20日、フジテレビ）
- 隣の女〜幽霊屋敷の殺人事件!?（2006年9月29日、TBS） - 主演
- ファースト・キス（2007年7月9日 - 9月17日、フジテレビ） - 福永りえ子
- 肩ごしの恋人 第4話（2007年7月26日、TBS） - 光岡恭子
- 働きマン 第1話（2007年10月10日、日本テレビ） - 関口歌子
- あんみつ姫（2008年1月6日、フジテレビ） - カステラ夫人（家庭教師）
  - あんみつ姫2（2009年1月11日、フジテレビ）
- 無理な恋愛（2008年4月8日 - 6月17日、関西テレビ） - 小川光代
- チェルシーホテルへようこそ（2009年1月3日、フジテレビ）
- 夏の恋は虹色に輝く 最終話（2010年9月20日、フジテレビ） - メアリー植野
- 名前をなくした女神（2011年4月12日 - 6月21日、フジテレビ） - 東郷百合子
- バラ色の聖戦 30歳2児の母、モデルになる。（2011年9月4日 - 10月9日、テレビ朝日） - 川瀬まどか
- だましゑ歌麿II（2012年9月15日、テレビ朝日） - ナレーション
- PRICELESS〜あるわけねぇだろ、んなもん!〜（2012年10月22日 - 12月24日、フジテレビ） - 鞠丘一厘
- 実験刑事トトリ（2012年11月3日 - 12月1日、NHK総合） - 鈴村真沙美
- 夜行観覧車（2013年1月18日 - 3月22日、TBS） - 小島さと子
- 花咲くあした（2014年1月5日 - 2月23日、NHK BSプレミアム） - 今喜多風子[37]
- ファーストクラス（2014年10月15日 - 12月24日、フジテレビ） - 矢野竜子 [38]
- 金曜プレミアムスペシャルドラマ「私という名の変奏曲」（2015年10月2日、フジテレビ） - 間垣貴美子
- 臨床犯罪学者・火村英生の推理（2016年1月17日 - 3月20日、日本テレビ） - 篠宮時絵[39]
  - 臨床犯罪学者 火村英生の推理 2019（2019年9月29日、日本テレビ） - 篠宮時絵[40]
- 私 結婚できないんじゃなくて、しないんです（2016年4月15日 - 6月17日、TBS） - 橘昭子[41]
- スペシャルドラマ「モンタージュ 三億円事件奇譚」（2016年6月25日・26日、フジテレビ） - 響子ギブソン[42]
- 家政夫のミタゾノ 第3話（2016年11月4日、テレビ朝日） - 春日井福子[43]
- 新宿セブン（2017年10月14日 - 12月23日、テレビ東京） - シノブ [44]
- 無用庵隠居修行シリーズ（2017年9月12日 - 、BS朝日）- 語り
- 探偵物語（2018年4月8日、テレビ朝日）− 長谷沼君江 [45]
- 不惑のスクラム（2018年9月1日 - 10月13日、NHK総合） - 宇多津登紀子[46]
- 中学聖日記（2018年10月9日 - 12月18日、TBS） - 塩谷三千代 [47]
- わたし旦那をシェアしてた（2019年7月4日 - 9月6日、読売テレビ） - 染谷文江[48]
- Wの悲劇（2019年11月23日、NHK BSプレミアム） - 和辻みね[49]
- 君の花になる（2022年10月18日 - 12月20日、TBS） - 花巻由紀 役[50][51]
- 夕暮れに、手をつなぐ（2023年1月17日 - 3月21日、TBS） - 雪平響子 役[52]
- プライベートバンカー（2025年1月9日 - 3月6日、テレビ朝日） - 天宮寺美琴 役[53]
- 照子と瑠衣（2025年6月22日 - 、NHK BS・NHK BSプレミアム4K） - 主演・瑠衣 役（風吹ジュンとダブル主演）[54]

### 映画
- しあわせの一番星（1974年） - 夏木マリ 役
- こちら葛飾区亀有公園前派出所（1977年） - 松本洋子 役
- 鬼龍院花子の生涯（1982年） - 末永秋尾 役
- 里見八犬伝（1983年） - 玉梓 役
- 北の螢（1984年） - すま 役
- デスパウダー（1986年） - レプリカント
- 十手舞（1986年） - 薊のおれん 役
- 男はつらいよシリーズ
  - 男はつらいよ ぼくの伯父さん（1989年） - 及川礼子 役
  - 男はつらいよ 寅次郎の休日（1990年）
  - 男はつらいよ 寅次郎の告白（1991年）
  - 男はつらいよ 寅次郎の青春（1992年）
  - 男はつらいよ 寅次郎紅の花（1995年）
  - 男はつらいよ お帰り 寅さん（2019年）  - 原礼子 役
- 時の輝き（1995年） - 俊一のママ 役
- ハンテッド（1995年） - Junko 役
- 秋桜（1997年） - 園田清美 役
- まむしの兄弟（1997年） - 大阪万城組組長
- SF サムライ・フィクション（1998年） - お勝 役
- 少女～an adolescent（2001年） - 陽子の母 役[55][56]
- 宣戦布告（2002年） - パク・アンリー 役
- ピンポン（2002年） - 田村（オババ） 役
- 新・仁義なき戦い/謀殺（2003年） - 藤巻静江 役
- チルソクの夏（2004年）- スナック「こらさ」のママ
- シュガー&スパイス 風味絶佳（2006年） - グランマ 役
- アタゴオルは猫の森（2006年） - ピレア 役
- さくらん（2007年） - 女将
- 憑神（2007年） - 別所イト 役
- 髪がかり（2008年） - 女理容師
- 人の砂漠（2010年） - 笠原きよら 役
- パーマネント野ばら（2010年） - なおこのお母ちゃん・まさ子 役
- 陽だまりの彼女（2013年） - 大下さん 役
- 星くず兄弟の新たな伝説（2018年） - ベタール卑美子 役
- 生きる街（2018年） - 主演・千恵子 役[57]
- Vision（2018年） - アキ[58]
- 大コメ騒動（2021年） - 松浦タキ 役
- 世界の終わりから（2023年4月7日）[59]
- SEE HEAR LOVE 〜見えなくても聞こえなくても愛してる〜（2023年配信） - 泉本多恵 役[60]

#### 劇場アニメ
- 風を見た少年（2000年） - モニカ 役[61]
- 千と千尋の神隠し（2001年） - 湯婆婆 役/銭婆 役
- 君は彼方（2020年） - 森おばあちゃん 役[62]

### 舞台
- 華麗なる愛のプレリュード（1981年、日劇ミュージックホール）
- きらめく星座（1985年） - 小笠原ふじ
- アニー（1986年） - ミス・ハニガン
- レ・ミゼラブル（1997年 - 1998年） - テナルディエ夫人
- ハムレット（2001年9月14日 - 28日、彩の国さいたま芸術劇場 / 10月12日 - 14日、長久手市文化の家 森のホール / 10月21日 - 28日、大阪MIDシアター / 11月2日 - 4日、水戸芸術館 ACM劇場） - ガートルード
- 阿修羅城の瞳 BLOOD GETS IN YOUR EYES（2003年） - 美惨
- ハンブルボーイ（2004年11月7日 - 28日、東京グローブ座 / 12月3日 - 5日、大阪厚生年金会館芸術ホール） - フローラ 役[63]
- 近代能楽集「弱法師」（2005年6月1日 - 19日、彩の国さいたま芸術劇場大ホール 他） - 桜間級子[64]
- 天保十二年のシェイクスピア（2005年9月9日 - 10月22日、Bunkamuraシアターコクーン / 10月28日 - 11月6日、シアターBRAVA!） - お里
- ガラスの仮面 - 月影千草
  - 音楽劇 ガラスの仮面（2008年8月8日 - 8月24日、彩の国さいたま芸術劇場大ホール / 8月29日 - 31日、シアターBRAVA! / 9月5日 - 7日、北九州芸術劇場）[65]
  - ガラスの仮面〜二人のヘレン〜（2010年8月11日 - 27日、彩の国さいたま芸術劇場大ホール / 9月2日 - 5日、シアターBRAVA!）[66]
- 印象派NÉO[注釈 2]
  - vol.1 わたしたちの赤ずきん（2009年）[19]
  - vol.2 灰かぶりのシンデレラ（2014年6月12日 - 6月15日、世田谷パブリックシアター）[14]
  - vol.3「不思議の国の白雪姫」（2017年3月9日 - 12日、世田谷パブリックシアター / 4月2日、ロームシアター京都サウスホール / 4月25日、ルーブル美術館オーディトリアム）[67]
  - vol.4「ピノキオの終わり」（2020年6月3日 - 7日予定、世田谷パブリックシアター）[68] ※公演延期[69]
- 千と千尋の神隠しSpirited Away - 湯婆婆/銭婆 役
  - 2022年 - 朴璐美とWキャスト[70]。
  - 2024年 - 朴璐美、羽野晶紀、春風ひとみとクワトロキャスト[71]。

### ライブ・イベント
- NATSUKI MARI FESTIVAL in KYOTO 2014[72]
  - MARI NATSUKI × MICHAEL THOMPSON PLAYER meets 青蓮院門跡（2014年11月19日 - 29日、青蓮院門跡）
  - PLAY×PRAY（2014年11月21日、音羽山清水寺〔経堂〕）
- 夏木マリ MAGICAL MEETING TOUR Live & Talk 2015（2015年4月8日 - 6月12日、全18公演）[21]
- NATSUKI MARI FESTIVAL in KYOTO 2015 『PLAY×PRAY』 第二夜（2015年11月19日、音羽山清水寺〔経堂〕）[73]
- NATSUKI MARI FESTIVAL in KYOTO 2016[74]
  - 『PLAY × PRAY』第三夜（2016年11月13日、音羽山清水寺〔経堂〕）
  - 夏木マリの身体ワークショップ〜からだとこころを解放させる〜（2016年11月15日、NHK文化センター京都教室）
- NATSUKI MARI FESTIVAL in KYOTO 2017 『PLAY × PRAY』 第四夜（2017年11月19日、音羽山清水寺〔経堂〕）[75]
- NATSUKI MARI FESTIVAL in KYOTO 2018『PLAY × PRAY』 第五夜（2018年11月18日、音羽山清水寺〔経堂〕）[76]
- NATSUKI MARI FESTIVAL in KYOTO 2019『PLAY × PRAY』第六夜（2019年11月24日、音羽山清水寺〔経堂〕）[77]
- NATSUKI MARI FESTIVAL in KYOTO 2020『PLAY × PRAY』第七夜(2020年11月28日、音羽山清水寺〔経堂〕） - 新型コロナウィルスの感染拡大防止のため、YouTubeでプレミア公開[78]
- NATSUKI MARI FESTIVAL in KYOTO 2021『PLAY × PRAY』第八夜（2021年11月28日、音羽山清水寺〔経堂〕） - 新型コロナウィルスの感染拡大防止のため、YouTubeでプレミア公開[79]
- 菅原道真公1125太宰府天満宮式年大祭 ご本殿大改修 仮殿奉納公演『PLAY×PRAY』（2024年11月4日、太宰府天満宮〔仮殿〕）[80]
- NATSUKI MARI FESTIVAL in KYOTO 2021『PLAY × PRAY』第十夜（2024年11月14日、音羽山清水寺〔経堂〕）[80]

### テレビアニメ
- SHADOW OF LAFFANDOR ラファンドール国物語 〜FANTASY PICTURE STORY〜（2017年、ベネッタ[81]）
- むかしばなしのおへや 〜伝えたい日本昔話〜(2020年6月 -、BS-TBS） - 語り

### 配信ドラマ
- FOLLOWERS（2020年2月27日、Netflix） - 田嶌エリコ[82]
- 誰かが、見ている（2020年9月18日、Amazon Prime Video） - 舎人尚美[83]
- 僕の愛しい妖怪ガールフレンド（2024年3月22日、Amazon Prime Video）[84]

### 配信アニメ
- 実験都市DIVER CITY（2020年） - サマー 役[85]

### ゲーム
- とんでもクライシス! - 不二峰子
- メタルギアソリッド4 - EVA（ビッグママ）
- アンチャーテッド 砂漠に眠るアトランティス - キャサリン・マーロウ

### 吹き替え
- マペット・ショー（1981年） - シェリル・ラッド（シェリル・ラッド）
- エルヴァイラ（1992年、日本テレビ版） - エルヴァイラ（カサンドラ・ピーターソン）
- ザ・ホワイトハウス（シーズン1-4） - C.J.クレッグ（アリソン・ジャニー）
- 森のリトル・ギャング（2006年） - グラディス・シャープ（アリソン・ジャニー）
- プラダを着た悪魔（2010年、日本テレビ版） - ミランダ・プリーストリ（メリル・ストリープ）[86]
- モアナと伝説の海（2017年） - タラおばあちゃん[87]
  - モアナと伝説の海2（2024年）[88]
- フェリシーと夢のトウシューズ（2017年） - ル・オー夫人[89]
- フュード/確執 ベティvsジョーン（2017年） - ジョーン・クロフォード（ジェシカ・ラング）[90]

### 音声ガイド
- 特別展「やまと絵-受け継がれる王朝の美-」（2023年10月11日 - 12月3日、東京国立博物館） - 音声ガイドナビゲーター[91]

### ラジオ
- 京極夏彦ラジオドラマ 『百器徒然袋』（2006年 - 2007年） - ナレーター
- 昔むかしのあるところ（2007年4月 - 10月）
- 夏木マリ・丈夫も芸のうち （2013年4月2日、NHKラジオ第1）
- 転ばぬ先の夏木マリ（NHKラジオ第1）
- Life Goes On 〜スワサントンBLUES〜（2021年1月1日 - 、FMヨコハマ）[92]
- ラジオ深夜便（2023年4月1日 - 2025年2月2日NHKラジオ第1） - 「ミッドナイトトーク」コーナーレギュラー・隔月土曜第1週出演[93]

### PV
- 華原朋美「見上げてごらん夜の星を」（2014年・カバーアルバム『MEMORIES 2 -Kahara All Time Covers-』収録）[94]
- RHYME SO「POSEABLE」（2021年）[95]

### バラエティ
- タケちゃんの思わず笑ってしまいましたPart3 「ホステス・セミナー」（1984年） - ママ
- A（2005年） - レギュラー
- 熱中時間 忙中"趣味"あり - ナレーション
- 愛の劇場 〜男と女はトメラレナイ〜（2010年）- レギュラー
- クイズテレビずき! - 不定期出演
- ペケ×ポン - 準レギュラー
- 夏木スタイル One of Love（2013年11月4日 - 2015年3月30日、TOKYO MX） - 初司会
- まいど!修理屋です（2019年 - 2020年） - ナレーション
- 第72回NHK紅白歌合戦（2021年12月31日、NHK総合・ラジオ第1）[96]

### ドキュメンタリー
- action! 日本を動かすプロジェクト 2010 - ナレーション
- スペイン横断800キロ 平岳大と情熱の巡礼路（2014年9月7日、BS-TBS） - ナレーション

### CM
- 味覚糖「ピアピア」 （1981年）CMソング　誘惑されて-LIPS・SCANDAL-
- キリンシーグラム「PASSPORT」（1984年）
- サントリー「WEST」
- 明治製菓「ショパン」（2004年 - ）
- ACジャパン - ナレーション
  - 「日本対がん協会支援キャンペーン『乳がん年齢』」（2005年）
  - 「2019年度ウォーターエイドジャパン支援キャンペーン『妹の命を奪った水』」（2019年）[97]
- H.I.S.（2005年 - ）
- ユニクロ（2006年 - ）
- 大正製薬「リポビタンファイン」（2007年 - ）
- 資生堂「インテグレート」（2008年 - ） - CMソング担当
- メットライフ生命保険「スマートナビ」（2010年 - ）
- POLA「B.A」（2010年8月 - ）[98]
- 日産自動車「ジューク」（2011年6月 - ） - ナレーション
- 大和ハウス工業「ベトナムにも」編 監督の母親役（2013年） - 監督の母親 役
- イオン
  - 「AEON SPECIAL 10WEEKS!」（2013年11月 - ）[99]
  - 「夏ギフト」（2014年6月 - ）
- 久光製薬「アレグラFX」（2016年2月 - ）[100]
- サントリー
  - 「クラフトボス ブラウン」（2018年6月 - ）[101]
  - 「ノンアルでワインの休日」（2022年3月 - ） - 「さくらんぼの実る頃」歌唱[102]
- Indeed（2019年3月 - ） - Dr.くれは 役[103]
- コーセー「INFINITY」（2019年8月 - ）[104]
- マクドナルド「ごはんダブチ」『ごはんat HOME・母』篇（2020年10月 - ） - 塙宣之（ナイツ）と共演[105][106]
- トヨタ自動車 MIRAI「青いほうのトヨタ」篇（2021年）ナレーション
- リクルート「リクナビNEXT」（2021年8月 - ）広瀬すずと共演[107]
- 森永製菓「カレ・ド・ショコラ」（2022年9月 - ）[108]
- Uber「Uber Eats」（2023年4月 - ）[109]
- かんぽ生命保険（2023年4月 - ）[110]

### イメージビデオ
- MARGIE　マージー（1982年）カメラ・大山千賀子

## 書籍

### 著書
- カッコいい女!（2004年、KKベストセラーズ）
- 81-1（2005年、講談社）
- 夏木マリのABC（2007年、ベストセラーズ））
- 泣きっ面にマリ（2008年、講談社）
- 私たちは美しさを見つけるために生まれきた（2013年、幻冬舎）

### 写真集
- デラックス映画ファン（1981年、愛宕書房、撮影：野村誠一）
- 最後に見た風景（2004年、美術出版社）複数名のオムニバス

### オーディオブック
- ヴィッキー・ストリンガー「ワケありってコトで」（2016年7月25日、Audible） - 朗読 [111]

## ディスコグラフィ

### シングル
- 中島淳子名義

| # | 発売日         | A/B面 | タイトル     | 作詞           | 作曲       | 編曲       | レーベル        | 規格品番 |
| - | -------------- | ----- | ------------ | -------------- | ---------- | ---------- | --------------- | -------- |
| 1 | 1971年 8月1日  | A面   | 小さな恋     | 白鳥朝詠       | 河村利夫   | 河村利夫   | キング レコード | BS-1045  |
| 1 | 1971年 8月1日  | B面   | 恋のねがい   | 白鳥朝詠       | 河村利夫   | 河村利夫   | キング レコード | BS-1045  |
| 2 | 1972年 2月25日 | A面   | 月光のエロス | ヒロコ・ムトー | 三月はじめ | テディ池谷 | キング レコード | BS-1493  |
| 2 | 1972年 2月25日 | B面   | 風と光の妖精 | ヒロコ・ムトー | 三月はじめ | テディ池谷 | キング レコード | BS-1493  |

- 夏木マリ名義

| #  | 発売日          | A/B面 | タイトル                 | 作詞         | 作曲            | 編曲                    | レーベル              | 規格品番   |
| -- | --------------- | ----- | ------------------------ | ------------ | --------------- | ----------------------- | --------------------- | ---------- |
| 1  | 1973年 6月15日  | A面   | 絹の靴下                 | 阿久悠       | 川口真          | 川口真                  | キング レコード       | BS-1690    |
| 1  | 1973年 6月15日  | B面   | 媚薬                     | 阿久悠       | 川口真          | 川口真                  | キング レコード       | BS-1690    |
| 2  | 1973年 11月10日 | A面   | 裸足の女王               | 阿久悠       | 川口真          | 川口真                  | キング レコード       | BS-1771    |
| 2  | 1973年 11月10日 | B面   | 野生の女                 | 阿久悠       | 川口真          | 川口真                  | キング レコード       | BS-1771    |
| 3  | 1974年 3月10日  | A面   | お手やわらかに           | 阿久悠       | 川口真          | 川口真                  | キング レコード       | BS-1806    |
| 3  | 1974年 3月10日  | B面   | 黄金と情熱               | 阿久悠       | 川口真          | 川口真                  | キング レコード       | BS-1806    |
| 4  | 1974年 4月25日  | A面   | 裸の青春                 | 田波靖男     | 川口真          | 川口真                  | キング レコード       | BS-1824    |
| 4  | 1974年 4月25日  | B面   | あなたはおとな           | 鴨井達比古   | 川口真          | 川口真                  | キング レコード       | BS-1824    |
| 5  | 1974年 6月25日  | A面   | 夏のせいかしら           | 安井かずみ   | 馬飼野康二      | 馬飼野康二              | キング レコード       | BS-1840    |
| 5  | 1974年 6月25日  | B面   | 砂の女                   | 安井かずみ   | 馬飼野康二      | 馬飼野康二              | キング レコード       | BS-1840    |
| 6  | 1974年 11月10日 | A面   | それからどうするの       | 阿久悠       | 川口真          | 川口真                  | キング レコード       | BS-1900    |
| 6  | 1974年 11月10日 | B面   | バス停留所               | 阿久悠       | 川口真          | 川口真                  | キング レコード       | BS-1900    |
| 7  | 1975年 2月10日  | A面   | 誤解はといて             | 阿久悠       | 川口真          | 川口真                  | キング レコード       | BS-1911    |
| 7  | 1975年 2月10日  | B面   | もうかんにんして         | 阿久悠       | 川口真          | 川口真                  | キング レコード       | BS-1911    |
| 8  | 1975年 5月25日  | A面   | 愛情の瞬間               | なかにし礼   | 川口真          | 川口真                  | キング レコード       | BS-1932    |
| 8  | 1975年 5月25日  | B面   | 愛人どまり               | なかにし礼   | 川口真          | 川口真                  | キング レコード       | BS-1932    |
| 9  | 1976年 1月5日   | A面   | 裏切り                   | 橋本淳       | 萩田光雄        | 萩田光雄                | キング レコード       | BS-1986    |
| 9  | 1976年 1月5日   | B面   | マリのテーマ〜歌は恋人   | 橋本淳       | 萩田光雄 川口真 | 萩田光雄                | キング レコード       | BS-1986    |
| 10 | 1976年 6月21日  | A面   | 夏の夜明けは悲しいの     | 橋本淳       | 村井邦彦        | Jim Rock                | キング レコード       | GK-22      |
| 10 | 1976年 6月21日  | B面   | ガラスの絆               | 橋本淳       | 川口真          | 萩田光雄                | キング レコード       | GK-22      |
| 11 | 1977年 1月21日  | A面   | 悲しみ上手               | 阿木燿子     | 川口真          | 川口真                  | キング レコード       | GK-71      |
| 11 | 1977年 1月21日  | B面   | TWICE                    | 阿木燿子     | 川口真          | 川口真                  | キング レコード       | GK-71      |
| 12 | 1977年 8月21日  | A面   | これしかないのです       | 杉本真人     | 杉本真人        | 若草恵                  | キング レコード       | GK-129     |
| 12 | 1977年 8月21日  | B面   | わたしの本音             | きすぎえつこ | 杉本真人        | 高田弘                  | キング レコード       | GK-129     |
| 13 | 1978年 4月21日  | A面   | チャイナタウン           | 三浦徳子     | 丹羽応樹        | 若草恵                  | キング レコード       | GK-196     |
| 13 | 1978年 4月21日  | B面   | ナイアガラ               | 三浦徳子     | 丹羽応樹        | 若草恵                  | キング レコード       | GK-196     |
| 14 | 1978年 6月21日  | A面   | マンゴの木の下で         | 浜口庫之助   | 浜口庫之助      | 浜口茂外也 萩田光雄     | キング レコード       | GK-217     |
| 14 | 1978年 6月21日  | B面   | 淋しさに出逢うとき       | 浜口庫之助   | 浜口庫之助      | 萩田光雄                | キング レコード       | GK-217     |
| 15 | 1979年 3月21日  | A面   | さよならの鐘             | 中島みゆき   | 中島みゆき      | 船山基紀                | CBS・ソニー           | 06SH-468   |
| 15 | 1979年 3月21日  | B面   | 朝焼け                   | 中島みゆき   | 中島みゆき      | 船山基紀                | CBS・ソニー           | 06SH-468   |
| 16 | 1979年 10月21日 | A面   | ウィング                 | 伊達歩       | 都倉俊一        | 萩田光雄                | CBS・ソニー           | 06SH-661   |
| 16 | 1979年 10月21日 | B面   | 夜汽車に吹かれて         | 伊達歩       | 都倉俊一        | 萩田光雄                | CBS・ソニー           | 06SH-661   |
| 17 | 1981年 10月     | A面   | 誘惑されて               | 東海林良     | 小杉保夫        | 若草恵                  | ポリドール            | 7DX-1118   |
| 17 | 1981年 10月     | B面   | カンサス・幻の街         | 東海林良     | 小杉保夫        | 若草恵                  | ポリドール            | 7DX-1118   |
| 18 | 1982年 11月     | A面   | ふ・つ・う・の女         | 三浦徳子     | 若草恵          | 若草恵                  | ポリドール            | 7DX-1198   |
| 18 | 1982年 11月     | B面   | ミラボー橋で抱きしめて   | 嶺岸未来     | 速水清司        | 矢野立美                | ポリドール            | 7DX-1198   |
| 19 | 1985年 6月21日  | A面   | ZIGZAG仁義               | 阿久悠       | 大野克夫        | 川村栄二                | ビクター              | SV-9032    |
| 19 | 1985年 6月21日  | B面   | 憧れのろくでなし         | 阿久悠       | 川口真          | 川村栄二                | ビクター              | SV-9032    |
| 20 | 1986年 6月21日  | A面   | 愛人マンボ               | ねじめ正一   | 服部克久        | 若草恵                  | ビクター              | SV-9139    |
| 20 | 1986年 6月21日  | B面   | お天気マリさん           | ねじめ正一   | 西脇睦宏        | 若草恵                  | ビクター              | SV-9139    |
| 21 | 1995年 8月25日  | 01    | 港のマリー               | 小西康陽     | 小西康陽        | 小西康陽                | 徳間ジャパン          | TKDJ-70713 |
| 21 | 1995年 8月25日  | 02    | むかし私が愛した女       | 小西康陽     | 小西康陽        | 小西康陽                | 徳間ジャパン          | TKDJ-70713 |
| 22 | 1998年 4月21日  | 01    | いいじゃないの幸せならば | 岩谷時子     | いずみたく      | 小西康陽                | 日本コロムビア        | CODA-1502  |
| 23 | 2007年 5月16日  | 01    | リンダリンダ             | 甲本ヒロト   | 甲本ヒロト      | GIBIER du MARI          | avex                  | AVCD-31029 |
| 23 | 2007年 5月16日  | 02    | 君へ－ONE NIGHT ONLY－   | MARI         | H.Krieger       | GIBIER du MARI          | avex                  | AVCD-31029 |
| 24 | 2012年 10月31日 | 01    | ALLIANCE                 | バスケス     | オータケハヤト  | オータケハヤト 斉藤ノブ | ワーナー ミュージック | WPCL-11259 |
| 24 | 2012年 10月31日 | 02    | キャデラック             | 仲井戸麗市   | 仲井戸麗市      | 重実徹 斉藤ノブ         | ワーナー ミュージック | WPCL-11259 |

### デュエット・シングル
| 発売日         | デュエット | A/B面 | タイトル                            | 作詞     | 作曲       | 編曲       | レーベル     | 規格品番  |
| -------------- | ---------- | ----- | ----------------------------------- | -------- | ---------- | ---------- | ------------ | --------- |
| 1987年 1月21日 | 桑名正博   | A面   | 流されて                            | 片桐和子 | ボブ佐久間 | 小島良喜   | ビクター     | SV-9211   |
| 1987年 1月21日 | 桑名正博   | B面   | WED                                 | 片桐和子 | ボブ佐久間 | ボブ佐久間 | ビクター     | SV-9211   |
| 1991年 9月21日 | 桃井かおり | 01    | DAY BY DAY 女・美しく生きて下さい   | 中村泰士 | 中村泰士   | 倉田信雄   | Sony Records | SRDL-3369 |
| 1991年 9月21日 | 桃井かおり | 02    | DAY BY DAY 友情・美しく生きて下さい | 中村泰士 | 中村泰士   | 倉田信雄   | Sony Records | SRDL-3369 |

### アルバム
- 絹の靴下〜マグネット・アルバム（1973年/94年CD再発） - キングレコード、KICS-8018
- 夏木マリ・ビッグ・ヒットを歌う（1974年/96年CD再発） - キングレコード、KICS-8084
- 夏木マリIV（1974年/96年CD再発） - キングレコード、KICS-8085
- 悲しみ上手（1977年/2006年紙ジャケCD再発） - キングレコード/ヴィヴィドサウンド、VSCD-3474
- Mirror Ball（1982年）
- 憧れのろくでなし（1985年）※マリ名義 - ビクター、VDR-1062
- 婦人倶楽部（1986年） - ビクター、VCH-10344
- ベストヒッツ（1993年） - キングレコード、KICX-2140
- 9月のマリー（1995年）
- ゴリラ（1996年）
- 印象派（1997年）
- 13シャンソンズ（1998年）- 徳間ジャパン、TKCJ-71336
- パロール（2002年） - レディメイド・インターナショナル、RMCA-1008
- 夏木マリ全曲集（2003年） - キングレコード、KICX-2919
- 戦争は終わった（2005年） - レディメイド・インターナショナル、RMCA-1015
- 決定版 夏木マリ（2005年） - キングレコード、KICX-3351
- THE HIT PARADE（2008年）- ポニーキャニオン、PCCA-2781
- 夏木マリ 印象派コレクション（2013年）[112]
- 朝はりんごを食べなさい（2016年） ※ ミニアルバム [113]

### GIBIER du MARIE
2006年3月、ブルースバンド『GIBIER du MARIE』（ジビエ・ドゥ・マリー）のヴォーカルとしてavexよりデビュー。
- 夏木マリ(Vo)
- 斎藤ノヴ(Perc)
- 久米大作(Key)
- 樋口晶之(Dr)
- ichiro(Gt)
- 高橋"Jr."知治(Bass&Harmonica)

### タイアップ曲
| 年     | 楽曲                        | タイアップ                                   |
| ------ | --------------------------- | -------------------------------------------- |
| 1974年 | 裸の青春                    | テレビ東京系ドラマ「高校教師」OPテーマ       |
| 1979年 | ウィング                    | TBS系ドラマ「Gメン'75」EDテーマ              |
| 1981年 | 誘惑されて－LIPS・SCANDAL－ | 味覚糖「ピアピア」CMソング                   |
| 1982年 | ふ・つ・う・の女            | 味覚糖「ピアピア」CMソング                   |
| 1987年 | 流されて                    | ロック・ミュージカル「ウェッド」テーマソング |
| 1998年 | いいじゃないの幸せならば    | 映画「代官山物語」挿入歌                     |

## 受賞歴
- 芸術選奨文部大臣新人賞（1984年）
- 紀伊國屋演劇賞個人賞（1980年）
- 日本アカデミー賞
  - 優秀助演女優賞
    - 第8回（『北の螢』『里見八犬伝』）（1985年）
    - 第26回（『ピンポン』）（2003年）[114]
- 第24回ゴールデン・アロー賞（1986年）演劇賞
- 松尾芸能賞（2006年）演劇優秀賞
- 万年筆ベストコーディネート賞（2007年）
- 日本ジュエリーベストドレッサー賞（2009年）
- モンブラン国際文化賞（2010年）
- 第72回ザテレビジョンドラマアカデミー賞
  - ザテレビジョン特別賞（『カーネーション』）（2012年）[115]
- ネイルオブザイヤー
  - 協会特別賞（2012年）　※当時の賞名は「ネイルクィーン」
  - 受賞（2024年）[116]
- ネイルクィーン2012（2012年）協会特別賞
- ベストジーニスト2012（2012年）協議会選出部門[117]
- ジャパンシガーアワード（2013年）
- 第42回ベストドレッサー賞（2013年）[118]